# Gustav Schuft
Fritz Richard Gustav (Gustav) Schuft (Berlijn, 16 juni 1876 - Cottbus, 8 februari 1948) was een Duits turner.

## Belangrijkste resultaten
Schuft nam deel aan de eerste Olympische Zomerspelen in 1896 in het Griekse Athene. Schuft won daar met de Duitse ploeg de gouden medaille op de onderdelen rekstok team en brug team. Schuft zijn resultaten op de individuele onderdelen zijn onbekend. Schuft werd vanwege zijn deelname aan de spelen door de Duitse bond uitgesloten van deelname aan nationale wedstrijden in Berlijn.

### Olympische Zomerspelen
| Jaar | Plaats | Resultaten |
| ---- | ------ | --- |
| 1896 | Athene | rekstok team · brug team · deelgenomen paard voltige · deelgenomen sprong · deelgenomen brug · deelgenomen rekstok · |